# Liina Tõnisson
Liina Tõnisson (ur. 24 maja 1940 w Tallinnie) – estońska polityk i ekonomistka, deputowana do Riigikogu, dwukrotnie minister gospodarki.

## Życiorys
W 1959 ukończyła szkołę średnią, a w 1964 studia z zakresu ekonomii i inżynierii mechanicznej w Tallińskim Instytucie Politechnicznym. Do 1981 pracowała w branży produkcyjnej, zajmując się m.in. planowaniem, następnie do 1989 zatrudniona jako analityk ekonomiczny. W latach 1989–1992 była dyrektorem departamentu w ministerstwie spraw gospodarczych Estońskiej SRR.
W pierwszych po odzyskaniu przez Estonię niepodległości wyborach w 1992 uzyskała mandat poselski. Z powodzeniem ubiegała się o reelekcję w 1995, 1999, 2003 i 2007. W latach 1995–2004 należała do Estońskiej Partia Centrum, później przeszła do Partii Socjaldemokratycznej.
Dwukrotnie sprawowała urząd ministra gospodarki – w 1995 w rządzie Tiita Vähiego i w latach 2002–2003 w gabinecie Siima Kallasa. W październiku 2007 kilka miesięcy po wyborach, w których po raz piąty została wybrana do Zgromadzenia Państwowego, zrezygnowała z mandatu poselskiego. W tym samym roku powołana na prezesa państwowej loterii Eesti Loto. Została również członkinią rady nadzorczej Banku Estonii.

## Odznaczenia
- Order Narodowy Zasługi V klasy (Francja, 2006)[5]
- Medal Rady Bałtyckiej (2011)[6]